# Никитин, Александр Константинович
Александр Константинович Никитин (род. 16 мая 1952 года) — российский эколог, правозащитник. Капитан 1-го ранга в запасе. Сотрудник норвежской экологической организации Bellona Foundation, бывший генеральный директор экологического правового центра «Беллона», бывший председатель правления АНО Экспертно-правовой центр «ЭкоПраво», Санкт-Петербург, бывший член общественного совета Государственной корпорации по атомной энергии «Росатом», бывший руководитель Комиссии по экологии общественного совета.

## Биография
Родился 16 мая 1952 в городе Ахтырка (Сумская область, УССР).
В 1969 окончил среднюю школу в г. Новый Роздол, Львовской обл.
В 1974 окончил Севастопольское высшее военно-морское инженерное училище по специальности «инженер энергетик, специализация — электро-энергетические системы атомных подводных лодок».
С 1974 по 1985 служил на атомных подводных лодках 1-й флотилии Северного флота на инженерных должностях, последняя должность — старший инженер-механик (командир боевой части 5).
В 1987 окончил военно-морскую академию им. маршала А. А. Гречко (кафедра ядерных энергетических установок кораблестроительного факультета). Специализация — «инженер-организатор эксплуатации ядерных энергетических установок».
С 1987 по октябрь 1992 работал руководителем группы инспекции ядерной безопасности атомных установок министерства обороны СССР и РФ.
Мастер военного дела. Награжден многими Государственными и ведомственными наградами.
В 1992 году уволился из Вооруженных сил РФ по собственному желанию.
С 1993 года по февраль 1995 года — директор коммерческой организации.
Был женат на дочери вице-адмирала Чернова Евгения Дмитриевича.
Постоянно проживает в Осло, Норвегия.

## Экологическая деятельность
С конца 1994 работал экспертом в экологическом объединении «Беллона». С 1998 — Председатель правления экологического правозащитного центра «Беллона», Санкт-Петербург. С 2017 года по н.в. — Генеральный директор ООО Экологический правовой центр «Беллона», председатель правления АНО Экспертно-правовой центр «ЭкоПраво», Санкт-Петербург.
По итогам работы, начатой Никитиным и «Беллоной» в 1995 году, практически решена проблема советского ядерно-радиационного наследия на Кольском полуострове, для ликвидации которой удалось привлечь около €2,5 млрд иностранных инвестиций.
С конца 2011 года по н.в. член общественного совета Государственной корпорации по атомной энергии «Росатом», руководитель Комиссии по экологии общественного совета, которая занимается ядерно-радиационным наследием и созданием системы ликвидации промышленных отходов 1 и 2 класса опасности.
Никитин является одним из инициаторов создания сайта федеральной целевой программы «Обеспечение ядерной и радиационной безопасности на 2016—2020 годы и на период до 2030 года».
Лауреат ряда международных премий в области экологии и прав человека: (премии Голдманов[en], (1997 год), Французская премия Нантского Эдикта, Международного Пен-Центра, Норвежского фонда «Свобода слова», премия Украины «Человек года» в номинации «Экология», Ассоциации американских ученых, Ассоциации юристов Германии, Партии Зеленых Швеции и др.)

## Политическая деятельность
Член Российской объединённой демократической партии «Яблоко». В 2006 году вместе с академиком А. В. Яблоковым и соратниками по экологическому движению создали фракцию «Зеленая Россия» внутри этой политической партии. После вторжения России в Украину неоднократно выкладывал в личном аккаунте посты в поддержку Украины. 

## Обвинение в шпионаже
В 1995 году был обвинен ФСБ РФ в измене Родине и разглашении государственной тайны за подготовку доклада «Северный флот — потенциальный риск радиоактивного загрязнения региона». С февраля по декабрь 1996 года находился под стражей. В декабре 1996 года освобожден под подписку о невыезде.
Дело Никитина получило широкий резонанс в прессе, общественных и политических организациях России и мира. Организация «Международная амнистия» признала Никитина первым «узником совести» постсоветской России. Защищали Никитина известные адвокаты Юрий Шмидт и Генри Резник. Государственное обвинение поддерживал прокурор А. В. Гуцан.
Расследование продолжалось пять лет, в течение которых Никитин 13 раз представал перед судами различных инстанций.
В 2000 году Никитин был оправдан Городским судом Санкт-Петербурга и Верховным судом РФ по всем статьям обвинения. Решение Верховного суда было подтверждено Президиумом Верховного суда РФ.

## Экспертная деятельность
За 25 лет организация Никитина написала и издала около 30 больших докладов и рабочих документов, посвящённых проблемам ядерной и радиационной безопасности. Никитин является автором и соавтором большинства из них.
- «Северный флот — потенциальный риск радиоактивного загрязнения региона» (1996)
- «Плавучие АЭС России — угроза Арктике, мировому океану и нераспространения» (1999)
- «Проблемы токсичных отходов Санкт-Петербургского региона» (2000)
- «Атомная Арктика — проблемы и решения» (2001)
- «Российская ядерная индустрия» (2005)
- «Плавучие АЭС» (2010)
- «Ядерная губа Андреева» (2009)
- «Об экономике российской ядерной энергетике» (2011)
- «Ядерные делящиеся материалы» (2012)
- «Рабочий документ (о результатах выполнения стресс-тестов российских АЭС)» (2015)
- «Рабочий документ Вопросы обращения с радиоактивными отходами (некоторые комментарии к Позиции общественных экологических организаций, выработанной в октябре 2013 года)» (2015)
- «Ликвидация ядерно- и радиационно-опасных объектов в Северо-Западном регионе России: обзор проектов, выполняемых в рамках международного сотрудничества» (2015)
- «Обращение с РАО в некоторых странах ЕС и в России (Швеция, Финляндия, Германия, Франция, Россия)» (2017)
- «Атомная отрасль и общественный контроль (история вопроса, правовое регулирование, современная ситуация и перспективы)» (2018)
- «Подземная исследовательская лаборатория (в составе пункта глубинного захоронения радиоактивных отходов в Нижнеканском массиве, Красноярский край). Рабочий документ» (2018)
- «Обращение с отходами I и II классов опасности (текущая ситуация и перспективы)» (2019)
- «„Норникель“: Экологические амбиции» (2019)
- Обедненный гексафторид урана (современная ситуация, вопросы безопасного обращения и перспективы)